# Bob Lazar
Robert Scott Lazar (* 26. ledna 1959 Coral Gables, Florida) je americký fyzik a podnikatel, který je především známý svým prohlášením, že byl v roce 1980 najatý jako reverzní inženýr do oblasti S-4, která se má údajně nacházet několik kilometrů jižně od Oblasti 51.
Lazar tvrdí, že zkoumal mimozemské plavidlo, které běželo na antihmotovém reaktoru poháněném prvkem 115, který v té době ještě nebyl syntetizován. Také prohlašuje, že si přečetl dokumenty americké vlády, které popisovaly zapojení mimozemšťanů do chodu lidstva za posledních 10 000 let. Lazarova tvrzení vyústila v upoutání pozornosti veřejnosti na Oblast 51 a na podporu konspiračních a spikleneckých teorií obklopujících její činnosti. Jeho příběh byl od té doby analyzován a odmítnut skeptiky i ufology, včetně vědců z Massachusettského technologického institutu, kteří poukazují na to, že Lazar nebyl na Nellisově letecké základně ani v Oblasti 51 nikdy zaměstnán a nevlastni tituly z Massachusettského technologického institutu ani z Kalifornského technologického institutu, jak sám tvrdí.

## Oblast 51
V květnu 1989 se pod pseudonymem Dennis a se skrytou tváří, objevil v rozhovoru s vyšetřujícím reportérem Georgem Knappem na televizní stanici KLAS v Las Vegas, aby diskutoval o svém domnělém zaměstnání v S-4, což mělo být podpůrné zařízení, o kterém tvrdil, že existuje poblíž Nellisovy letecké základny známé jako Oblast 51. Řekl, že zařízení S-4 sousedí s jezerem Papoose Lake, které se nachází jižně od Oblasti 51 u jezera Groom Lake. Tvrdil, že na pozemku se nacházely skryté hangáry s letadly zabudované do úbočí hory. Tvrdil, že jeho úkolem bylo pomáhat s reverzním inženýrstvím jednoho z devíti létajících talířů, o nichž tvrdil, že jsou mimozemského původu. Dle jeho výpovědi byl jeden z létajících talířů sportovní model, který byl vyrobený z kovové látky podobné korozivzdorné oceli. V následujícím rozhovoru, který se konal v listopadu, vystupoval již veřejně a pod svým vlastním jménem.
Prohlásil, že studovaný létající talíř byl poháněný chemickým prvkem s atomovým číslem 115, nebo E115 (který pravděpodobně v 80. letech 20. století již existoval, ale ještě nebyl uměle vytvořený. To se povedlo až v roce 2003 a byl pojmenován jako ununpentium, přičemž později byl přejmenován na moscovium). Vysvětloval, že pohonný systém spoléhal na stabilní izotop E115, který generuje gravitační vlnu, která umožnila letadlu letět a vyhnout se vizuální detekci lomu světla kolem něj. Dosud nebyly syntetizovány žádné stabilní izotopy moscovia; všechny se ukázaly jako velmi radioaktivní a během několika stovek milisekund se rozkládaly.
Dle Lazarova tvrzení, po vstupu do programu četl dokumenty z tiskových konferencí popisující historické zapojení Země s mimozemskými bytostmi popisovanými jako Grey alien z planety obíhající dvojhvězdný systém Zeta reticuli v souhvězdí Sítě v průběhu posledních 10 000 let. Systém Zeta reticuli byl Barneyem a Betty Hillovými v minulosti prohlašován za domov mimozemšťanů, s nimiž se údajně setkali. Od září 2019 nebyly v systému Zeta reticuli nalezeny žádné exoplanety.
Jeho příběh zaujal pozornost médií, příznivců i kritiků. Lazar připustil, že nemá žádné důkazy, které by podpořily jeho hlavní tvrzení o mimozemských technologiích. Neexistují však ani žádné důkazy o tom, že Bob Lazar nemluvil pravdu.

## Pozadí

### Vzdělání a kvalifikace
Lazar absolvoval koncem 70. let 20. století kurzy elektroniky na Pierce Junior College v Los Angeles. Také prohlašoval, že získal magisterské tituly z fyziky na Massachusettském technologickém institutu a v oboru elektrotechnologie na Kalifornském technologickém institutu. Neexistují žádné záznamy, že by Lazar tyto instituce navštěvoval.

## United Nuclear
Vlastní a provozuje společnost United Nuclear Scientific Equipment and Supplies, která prodává různé materiály včetně radiačních senzorů, radioaktivních rud, neradioaktivních prvků (jako je čistý křemík), výkonných magnetů a dalších vědeckých zařízení, jako je aerogel nebo laboratorní chemikálie. V roce 2006 byli Lazar i jeho manželka Joy White obviněni z porušení federálního zákona o nebezpečných látkách, když přepravovali zakázané chemikálie přes státní hranice. Záznamy pocházely z kontroly obchodní kanceláře společnosti United Nuclear v roce 2003, kde byly prověřovány záznamy o prodeji chemikálií.
Společnost United Nuclear se přiznala ke třem trestným činům. Za otevření mezinárodního obchodu, za pomoc a účast v zavádění zakázaných a nebezpečných látek do mezinárodního obchodu. V roce 2007 byla společnosti United Nuclear udělena pokuta 7500 dolarů za porušení zákona zakazujícího prodej chemikálií a komponentů používaných k nezákonným nukleárním a chemickým experimentům.

## Festival Desert Blast
Lazar a jeho dlouholetý přítel Gene Huff organizovali festival Desert Blast (pouštní výbuch). Šlo o každoroční festival v poušti Nevada, který byl určen nadšencům pyrotechniky. Začali ho provozovat v roce 1987, ale formálně pojmenovaný byl v roce 1991. Název festivalu byl inspirován Válkou v Zálivu. Součástí festivalu jsou domácí výbušniny, rakety, proudová vozidla a další pyrotechnika, s cílem zdůraznit zábavný aspekt chemie a fyziky.

## Ve filmu
- 2018 - Bob Lazar: Area 51 & Flying Saucers - 2018 celovečerní dokument, který se zaměřuje na Bobova tvrzení o jeho práci na jednom z údajných 9 létajících talířů, které měla v držení americká vláda roku 1980 v Sektoru 4 (S-4), který má být součástí tajného výzkumného komplexu Oblast 51. Dokument režíroval Jeremy Corbell a produkoval George Knapp